# Linux dla PlayStation 2
Linux dla PlayStation 2 (PS2 Linux Kit) – zestaw wydany przez Sony w 2002 roku dla konsoli PlayStation 2. W skład zestawu wchodzi system GNU/Linux, klawiatura, mysz, adapter karty graficznej, Network Adapter oraz 40 GB dysk twardy.
Przed zainstalowaniem systemu karta pamięci konsoli musi zostać sformatowana, co wiąże się z usunięciem z niej wszystkich zapisów stanu gry.

## Kompatybilność z konsolą PS2
Jedynie model SCPH-30000 konsoli PS2 jest oficjalnie przystosowany do uruchamiania systemu Linux. Model SCPH-50000 pozwala na uruchomienie Linuksa tylko po uprzednim zaktualizowaniu sterownika Network Adaptera. Wersje SCPH-70000 i SCPH-90000 (konsola w wersji slim) w ogóle nie współpracują z Linuksem na PS2.